# Gare d'Avrée
La gare d'Avrée est une gare ferroviaire française fermée de la ligne de Nevers à Chagny, située sur la commune d'Avrée, dans le département de la Nièvre, en région Bourgogne-Franche-Comté.
Elle est mise en service en 1867 par la Compagnie des chemins de fer de Paris à Lyon et à la Méditerranée (PLM) et désaffectée au cours du XXe siècle. Le bâtiment est toujours visible.

## Situation ferroviaire
Établie à 244 mètres d'altitude, la gare d'Avrée est située au point kilométrique (PK) 73,650 de la ligne de Nevers à Chagny, entre la gare ouverte de Cercy-la-Tour et celle de Luzy. En direction de Cercy-la-Tour, s'intercale les gares fermées de Rémilly - Saint-Honoré-les-Bains et de Fours.
La gare comptait est située à proximité immédiate d'un passage à niveau

## Histoire
La gare d'Avrée est mise en service le 16 septembre 1867 par la Compagnie des chemins de fer de Paris à Lyon et à la Méditerranée (PLM), lorsqu'elle ouvre à l'exploitation la section de Cercy-la-Tour à Montchanin, de sa ligne de Nevers à Chagny.
La gare est fermée au cours du XXe siècle.

## Patrimoine ferroviaire
Le bâtiment de la gare a été transformé en une habitation privée. Le bâtiment des toilettes à proximité a lui été détruit.